# George Wade
George Wade, född 1673, död 14 mars 1748, var en brittisk fältmarskalk.

## Biografi
George Wade föddes 1673 på Irland. Han blev 1690 fänrik i armén, vann under kriget i Nederländerna kaptens grad 1695 och sändes 1704 som överste till Portugal. Där och i Spanien stred han med utmärkelse, blev 1708 brigadgeneral och deltog s.å. som lord Stanhopes närmaste man i erövringen av Menorca. Han förde 1710 ett viktigt befäl i slaget vid Zaragoza, blev 1714 generalmajor och invaldes 1715 i underhuset, som han sedan tillhörde till sin död.
Wade upptäckte den svenske ministern Carl Gyllenborgs jakobitiska stämplingar och förmådde regeringen att i strid med folkrätten låta häkta denne i januari 1717. Han deltog 1719 i expeditionen till Vigo och sändes 1724 till de skotska högländerna, där han genom taktfulla förhandlingar genomförde klanernas avväpning. Under åren 1726-1733 anlade han där också ett för sin tid beundransvärt vägsystem, vilket gjorde slut på denna förut otillgängliga landsändas isolering.
Wade blev 1727 generallöjtnant och 1743 fältmarskalk. Som befälhavare över den brittiska armén i Flandern mot marskalken av Sachsen 1743-1744 skördade han inga lagrar, lika litet som 1745 som befälhavare för den armé, vilken skulle hindra pretendenten Karl Edvard Stuarts invasion från Skottland nedåt England. Han lyckades varken göra detta eller avskära pretendentens återtåg, och fick därför lämna ifrån sig befälet till hertigen av Cumberland.

## Övrigt
George Wade nämns i den sista versen av den brittiska nationalsången God Save the Queen.